# Heteropoda eungella
Heteropoda eungella là một loài nhện trong họ Sparassidae.
Loài này thuộc chi Heteropoda. Heteropoda eungella được Hugh Davies miêu tả năm 1994.